# متصفح برمجيات جافا
متصفح برمجيات-جافا (بالإنجليزية: Appletviewer)‏ هو برنامج صغير في بيئة تطوير تكنولوجيا جافا حيث تم إصداره خصيصا لتطوير برمجيات-جافا.
متصفح برمجيات جافا أو ما يسمي بالابلت هو عبارة عن برنامج صغير ليس لها الدالة main تعمل 
علي متصفحات الويب عند استدعاءها مع ملف HTML.